# 12423 Slotin
12423 Slotin là một tiểu hành tinh vành đai chính, được phát hiện ngày 17 tháng 10 năm 1995 bởi Spacewatch. Nó được đặt theo tên Louis Slotin, một nhà vật lý người Mỹ-Canada, ông chết vì nhiễm độc phóng xạ sau biến cố năm 1946.